# Mplex
엠플렉스(Mplex, Movie Complex 무비 컴플렉스[*])는 대한민국의 채널 이용 사업자인 KX이노베이션이 운영하는 영화 전문 채널이다.